# Віктор Піснячевський
Віктор Онуфрійович Піснячевський (1883, Подільська губернія — 11 листопада 1933, Братислава) — український політик у Російській імперії. Також публіцист, літературний критик, видавець, військовий лікар. Діяч української еміграції у Австрії. 
Псевдоніми й криптоніми: Андрій Горленко, Морський, Співаченко, Воєнний, В. П., П. К., П. Вік, В-ко, Г-ко, В. П-ський, Віктор П. та ін.

## Біографія
Народився 1883 року на Поділлі. Навчався у Петербурзькій військово-медичній академії, брав активну участь у культурному житті міста. Був одним з організаторів української парламентської фракції в Першій Державній Думі Росії (1906), ініціатором і співредактором видання «Рідна справа. Думські вісті» (1907). 
У 1906—1914 рр. працював кореспондентом газети «Рада», у 1917—1919 роках видавав часопис «Одеський листок». 
Ад'ютант групи архікнязя Вільгельма (Вишиваного) Остап Луцький, перебуваючи тоді у Херсоні, 8 квітня 1918 р. писав про нього у своєму щоденнику: "Вечором зайшов до мене тутешній письменник і лікар Піснячевський. Європеєць, гарно говорить по-укр[аїнськи], меткий, енергійний. Жалувавсь на деякі зарядження австр[ійських] властей, хоче видавати тут часопис укр[аїнський] і просив о 2 січовиків до помочі. [...] Піснячевський говорив відтак з арх[ікнязем]. Оба подобались собі дуже. Він мені — также. Молоде життя. Таких би тут якнайбільше. Він розрухає Херсонщину".  
У 1919 році радник Надзвичайної дипломатичної місії УНР в Румунії.
1919 року емігрував до Австрії, міста Відня, заснував і видавав тижневик «Воля» (до 1922 року). 
З 1923 року працював лікарем у Словаччині. Помер 11 листопада 1933 року у Братиславі (Словаччина).